# 东岳路街道
东岳路街道，是中华人民共和国湖北省黃石市大冶市下辖的一个乡镇级行政单位。

## 行政区划
东岳路街道下辖以下地区：
建设社区、保康社区、胜利社区、湖滨社区、荟萃社区、车站社区、武备社区、桥虹社区、民主社区、和平社区、安平社区、五星村、永胜村、新美村和伍桥村。